# Eudendrium balei
Eudendrium balei är en nässeldjursart som beskrevs av Watson 1985. Eudendrium balei ingår i släktet Eudendrium och familjen Eudendriidae. Inga underarter finns listade i Catalogue of Life.